# Yukiharu Yoshitaka
Yukiharu Yoshitaka –en japonés, 吉鷹 幸春, Yoshitaka Yukiharu– es un deportista japonés que compitió en judo. Ganó una medalla de plata en los Juegos Asiáticos de 1986, y una medalla de plata en el Campeonato Asiático de Judo de 1988.

## Palmarés internacional
| Juegos Asiáticos    | Juegos Asiáticos     | Juegos Asiáticos | Juegos Asiáticos |
| Año                 | Lugar                | Medalla          | Categoría        |
| ------------------- | -------------------- | ---------------- | ---------------- |
| 1986                | Seúl (Corea del Sur) | Medalla de plata | –71 kg           |
| Campeonato Asiático |                      |                  |                  |
| Año                 | Lugar                | Medalla          | Categoría        |
| 1988                | Damasco (Siria)      | Medalla de plata | –71 kg           |